# Михаил Кръстев
Михаил Котов Кръстев е български художник график.

## Биография
Роден е през 1877 г. в Пирот. Брат е на литературния критик Кръстьо Кръстев. Завършва Лайпцигския университет с докторат по философия при Вилхелм Вунд и живопис в Държавната художествена академия в курса на Ярослав Вешин (1921 – 1923).
Умира през 1956 г. в София.
Личният му архив се съхранява във фонд 96К в Централния държавен архив. Той се състои от 25 архивни единици от периода 1938 – 1951 г.

## Творчество
Рисува графични портрети на Иван Димов, Михаил Арнаудов, Асен Златаров, Йордан Иванов, Тодор Влайков, Николай Марангозов, Емилиян Станев и други.